# Zimbabwe a 2004. évi nyári olimpiai játékokon
Zimbabwe a görögországi Athénban megrendezett 2004. évi nyári olimpiai játékok egyik részt vevő nemzete volt. Az országot az olimpián 4 sportágban 12 sportoló képviselte, akik összesen 3 érmet szereztek.

## Érmesek
| Érem  | Versenyző       | Sportág | Versenyszám      |
| ----- | --------------- | ------- | ---------------- |
| Arany | Kirsty Coventry | Úszás   | Női 200 m hát    |
| Ezüst | Kirsty Coventry | Úszás   | Női 100 m hát    |
| Bronz | Kirsty Coventry | Úszás   | Női 200 m vegyes |

## Atlétika
Férfi
| Versenyző               | Versenyszám | Előfutam | Előfutam | Előfutam | Negyeddöntő | Negyeddöntő | Negyeddöntő | Elődöntő | Elődöntő | Elődöntő | Döntő   | Döntő    |
| Versenyző               | Versenyszám | Idő      | Hely.    | Össz.    | Idő         | Hely.       | Össz.       | Idő      | Hely.    | Össz.    | Idő     | Helyezés |
| ----------------------- | ----------- | -------- | -------- | -------- | ----------- | ----------- | ----------- | -------- | -------- | -------- | ------- | -------- |
| Brian Dzingai           | 200 m       | 20,72    | 4.       | 25.**    | 20,87       | 5.          | 23.         | kiesett  | kiesett  | kiesett  | kiesett | kiesett  |
| Lewis Banda             | 400 m       | 45,37    | 2.       | 8.       |             |             |             | 45,23    | 4.*      | 8.*      | kiesett | kiesett  |
| Young Talkmore Nyongani | 400 m       | 46,03    | 3.       | 27.      |             |             |             | kiesett  | kiesett  | kiesett  | kiesett | kiesett  |
| Lloyd Zvasiya           | 400 m       | 47,19    | 6.       | 45.      |             |             |             | kiesett  | kiesett  | kiesett  | kiesett | kiesett  |
| Abel Chimukoko          | Maraton     |          |          |          |             |             |             |          |          |          | 2:22:09 | 48.      |

Női
| Versenyző    | Versenyszám | Előfutam | Előfutam | Előfutam | Negyeddöntő | Negyeddöntő | Negyeddöntő | Elődöntő | Elődöntő | Elődöntő | Döntő   | Döntő    |
| Versenyző    | Versenyszám | Idő      | Hely.    | Össz.    | Idő         | Hely.       | Össz.       | Idő      | Hely.    | Össz.    | Idő     | Helyezés |
| ------------ | ----------- | -------- | -------- | -------- | ----------- | ----------- | ----------- | -------- | -------- | -------- | ------- | -------- |
| Winneth Dube | 100 m       | 11,56    | 6.       | 39.      | kiesett     | kiesett     | kiesett     | kiesett  | kiesett  | kiesett  | kiesett | kiesett  |

* - egy másik versenyzővel azonos időt ért el

** - két másik versenyzővel azonos időt ért el

## Sportlövészet
Férfi
| Versenyző      | Versenyszám | Selejtező | Selejtező | Döntő   | Döntő    |
| Versenyző      | Versenyszám | Pont      | Helyezés  | Pont    | Helyezés |
| -------------- | ----------- | --------- | --------- | ------- | -------- |
| Sean Nicholson | Dupla trap  | 128       | 16.       | kiesett | kiesett  |

## Tenisz
Férfi
| Versenyző                 | Versenyszám | 32-es főtábla                                                             | Nyolcaddöntő                                          | Negyeddöntő                                             | Elődöntő          | Bronz- mérkőzés   | Döntő             | Helyezés |
| Versenyző                 | Versenyszám | Ellenfél Eredmény                                                         | Ellenfél Eredmény                                     | Ellenfél Eredmény                                       | Ellenfél Eredmény | Ellenfél Eredmény | Ellenfél Eredmény | Helyezés |
| ------------------------- | ----------- | ------------------------------------------------------------------------- | ----------------------------------------------------- | ------------------------------------------------------- | ----------------- | ----------------- | ----------------- | -------- |
| Wayne Black Kevin Ullyett | Páros       | Franciaország (FRA) · Arnaud Clément · Sébastien Grosjean · 5-7, 6-4, 9-7 | Brazília (BRA) · André Sá · Flávio Saretta · 6-3, 6-4 | India (IND) · Mahes Bhúpati · Lijendar Pedzs · 4-6, 4-6 | kiesett           | kiesett           | kiesett           | 5.       |

Női
| Versenyző  | Versenyszám | 64-es főtábla                     | 32-es főtábla                      | Nyolcaddöntő      | Negyeddöntő       | Elődöntő          | Bronz- mérkőzés   | Döntő             | Helyezés |
| Versenyző  | Versenyszám | Ellenfél Eredmény                 | Ellenfél Eredmény                  | Ellenfél Eredmény | Ellenfél Eredmény | Ellenfél Eredmény | Ellenfél Eredmény | Ellenfél Eredmény | Helyezés |
| ---------- | ----------- | --------------------------------- | ---------------------------------- | ----------------- | ----------------- | ----------------- | ----------------- | ----------------- | -------- |
| Cara Black | Egyes       | Tina Pisnik (SLO) · 6-3, 5-7, 6-4 | Chanda Rubin (USA) · 4-6, 6-3, 3-6 | kiesett           | kiesett           | kiesett           | kiesett           | kiesett           | 17.      |

## Úszás
Férfi
| Versenyző     | Versenyszám | Előfutam | Előfutam | Előfutam | Elődöntő | Elődöntő | Elődöntő | Döntő   | Döntő    |
| Versenyző     | Versenyszám | Idő      | Hely.    | Össz.    | Idő      | Hely.    | Össz.    | Idő     | Helyezés |
| ------------- | ----------- | -------- | -------- | -------- | -------- | -------- | -------- | ------- | -------- |
| Brendan Ashby | 100 m hát   | 58,91    | 6.       | 39.      | kiesett  | kiesett  | kiesett  | kiesett | kiesett  |

Női
| Versenyző       | Versenyszám  | Előfutam | Előfutam | Előfutam | Elődöntő | Elődöntő | Elődöntő | Döntő   | Döntő    |
| Versenyző       | Versenyszám  | Idő      | Hely.    | Össz.    | Idő      | Hely.    | Össz.    | Idő     | Helyezés |
| --------------- | ------------ | -------- | -------- | -------- | -------- | -------- | -------- | ------- | -------- |
| Kirsty Coventry | 100 m hát    | 1:01,60  | 1.       | 4.       | 1:01,21  | 2.       | 7.       | 1:00,50 |          |
| Kirsty Coventry | 200 m hát    | 2:12,49  | 2.       | 3.       | 2:10,04  | 2.       | 2.       | 2:09,19 |          |
| Kirsty Coventry | 200 m vegyes | 2:13,33  | 1.       | 1.       | 2:13,68  | 2.       | 4.       | 2:12,72 |          |